# شبراقاص
شبراقاص إحدى قرى مركز السنطة التابع لمحافظة الغربية بجمهورية مصر العربية.

## التاريخ
ذكرها علي مبارك في كتابه الخطط التوفيقية باسم "شبرى قاص"، حيث ذكر أنها قرية في مديرية الغربية بقسم الجعفرية مهنة أهلها الزراعة.

## السكان
بلغ عدد سكان شبراقاص 17,929 نسمة حسب تقدير عام 2018.
| السنة  | 1882 | 1897 | 1907 | 1927 | 1947 | 1960 | 1976 | 1986 | 1996   | 2006   | 2018   |
| ------ | ---- | ---- | ---- | ---- | ---- | ---- | ---- | ---- | ------ | ------ | ------ |
| القرية | 2349 | 3095 | 3690 | 4040 | 4286 | 5156 | 7187 | 8840 | 10,465 | 12,168 | 17,929 |